# U-23-Fußball-Asienmeisterschaft 2026
Die siebte U-23-Fußball-Asienmeisterschaft (offiziell: 2026 AFC U-23 Asian Cup) wird voraussichtlich vom 7. bis zum 25. Januar 2026 in Saudi-Arabien ausgetragen. Saudi-Arabien wird damit zum ersten Mal Gastgeber sein. Es werden 16 Mannschaften zunächst in der Gruppenphase in vier Gruppen und danach im K.-o.-System gegeneinander antreten. Titelverteidiger ist Japan.

## Qualifikation
Von den 47 Mitgliedsverbänden der AFC meldeten sich neben Gastgeber Saudi-Arabien 44 zur Teilnahme an. Die Auslosung der Gruppen findet am 29. Mai 2025 in Kuala Lumpur statt. Wie seit den Qualifikationsspielen 2024 üblich, wird es keine regionale Aufteilung in die West- und Ostregion mehr geben. Die Mannschaften werden in elf Vierergruppen gelost.
Die Gruppen werden vom 1. bis zum 9. September 2025 weiterhin als Miniturniere ausgetragen, bei denen je einer der Teilnehmer als Gastgeber einer Gruppe fungiert. Jede Mannschaft spielt einmal gegen jede andere ihrer Gruppe. Die elf Gruppensieger und die vier besten Zweitplatzierten qualifizieren sich für die Endrunde. Der Gastgeber aus Saudi-Arabien nimmt nicht an der Qualifikation teil, ist aber automatisch für die Endrunde gesetzt.

## Teilnehmer
Für das Turnier haben sich bisher die Mannschaften der folgenden Länder qualifiziert:
- Saudi-Arabien (Gastgeber)